# Erode (Distrikt)
Der Distrikt Erode (Tamil: ஈரோடு மாவட்டம்) ist ein Distrikt des indischen Bundesstaates Tamil Nadu. Verwaltungszentrum ist die namensgebende Stadt Erode. Der Distrikt hatte nach der indischen Volkszählung von 2011 eine Fläche von 5.760 Quadratkilometern und rund 2,3 Millionen Einwohner.

## Geografie

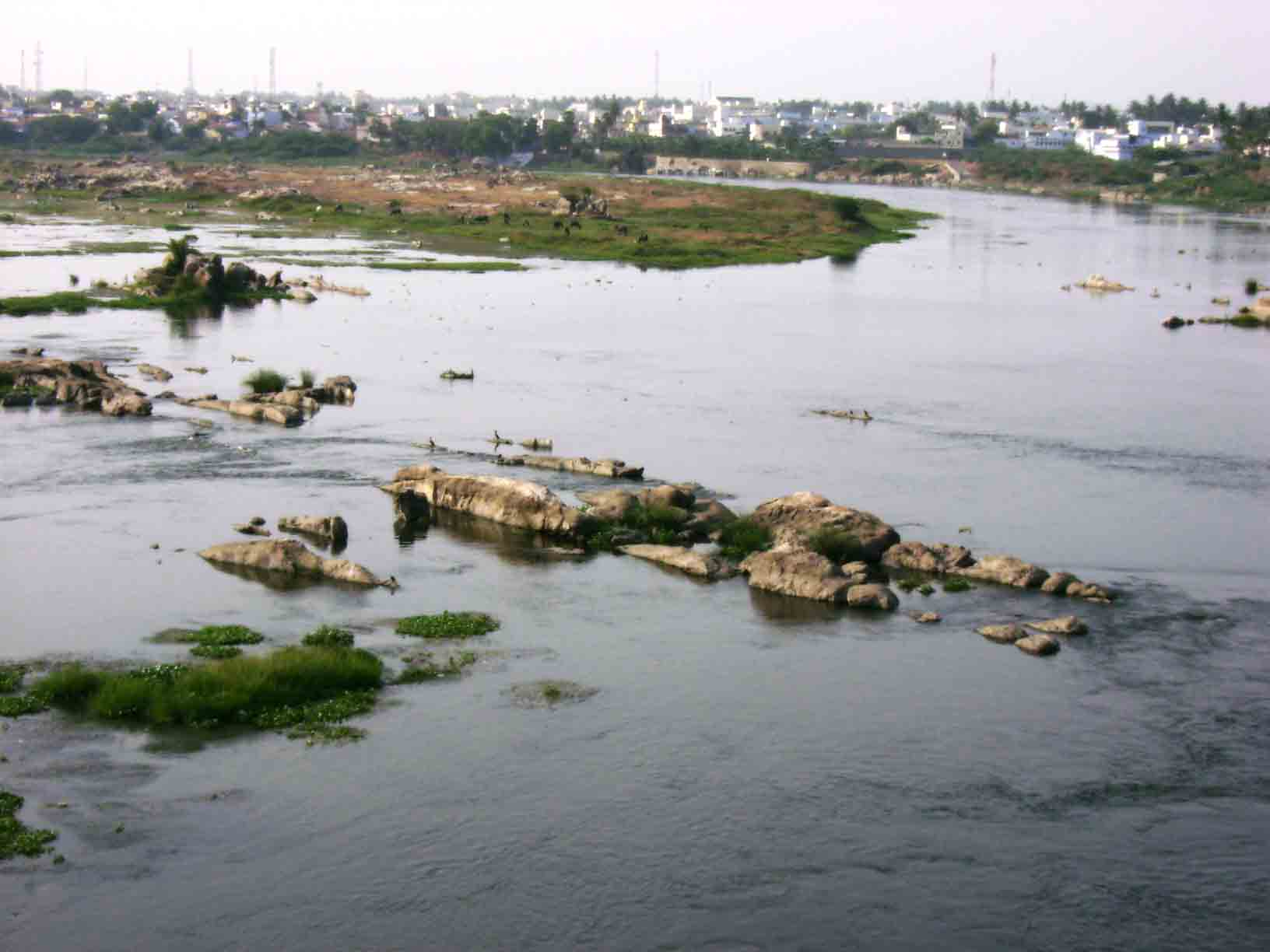
Der Kaveri-Fluss bei Erode

Der Distrikt Erode liegt im Westen Tamil Nadus an der Grenze zum Bundesstaat Karnataka. Historisch wird das Gebiet zur Region Kongu Nadu gezählt. Nachbardistrikte sind Salem und Namakkal im Osten, Karur im Südosten, Tiruppur im Süden, Coimbatore im Südwesten, Nilgiris im Westen (alle zu Tamil Nadu) sowie in Karnataka Chamarajanagar im Norden.
Die Fläche des Distrikts Erode beträgt 5.760 Quadratkilometer. Das Distriktgebiet ist größtenteils eben und fällt nach Osten hin sanft zum Tal des Flusses Kaveri ab. Die Kaveri, der größte Strom Tamil Nadus, bildet die Ostgrenze des Distrikts. Der wichtigste Zufluss der Kaveri im Distrikt Erode ist die Bhavani. Im Norden steigt das Terrain zu den Ostghats hin an, welche die natürliche Grenze zu Karnataka bilden. Im Westen reicht das Distriktgebiet bis an den Fuß der Nilgiri-Berge.
Im Distrikt Erode herrscht ein heißes semiarides Klima vor. Die Jahresmitteltemperatur in Erode beträgt 28,3 °C, das Jahresmittel des Niederschlages liegt bei 700 mm. Durch die Lage im Binnenland Tamil Nadus empfängt der Distrikt Erode während des Nordostmonsuns verhältnismäßig wenig Regenfälle; gleichzeitig schrimen die Westghats ihn gegen den Südwestmonsun ab. Daher ist das Klima trockener als in den meisten anderen Teilen Tamil Nadus. Die meisten Niederschläge fallen während des Nordostmonsuns im Oktober und November.

## Geschichte
Die frühe Geschichte des Distrikts Erode entspricht im Wesentlichen der des Distrikts Coimbatore. 1804 kam das Gebiet von Erode zu Britisch-Indien und wurde als Teil des Distrikts Coimbatore in die Provinz Madras eingegliedert. Nach der indischen Unabhängigkeit kam das Gebiet 1956 an den neuformierten Bundesstaat Madras (heute Tamil Nadu). Als eigenständiger Distrikt existiert Erode seit 1979, als er aus den nordöstlichen Teilen des Distrikts Coimbatore gebildet wurde. Am 31. August 1979 entstand der Distrikt Tiruppur aus Teilen der Distrikte Coimbatore und Erode.

## Bevölkerung

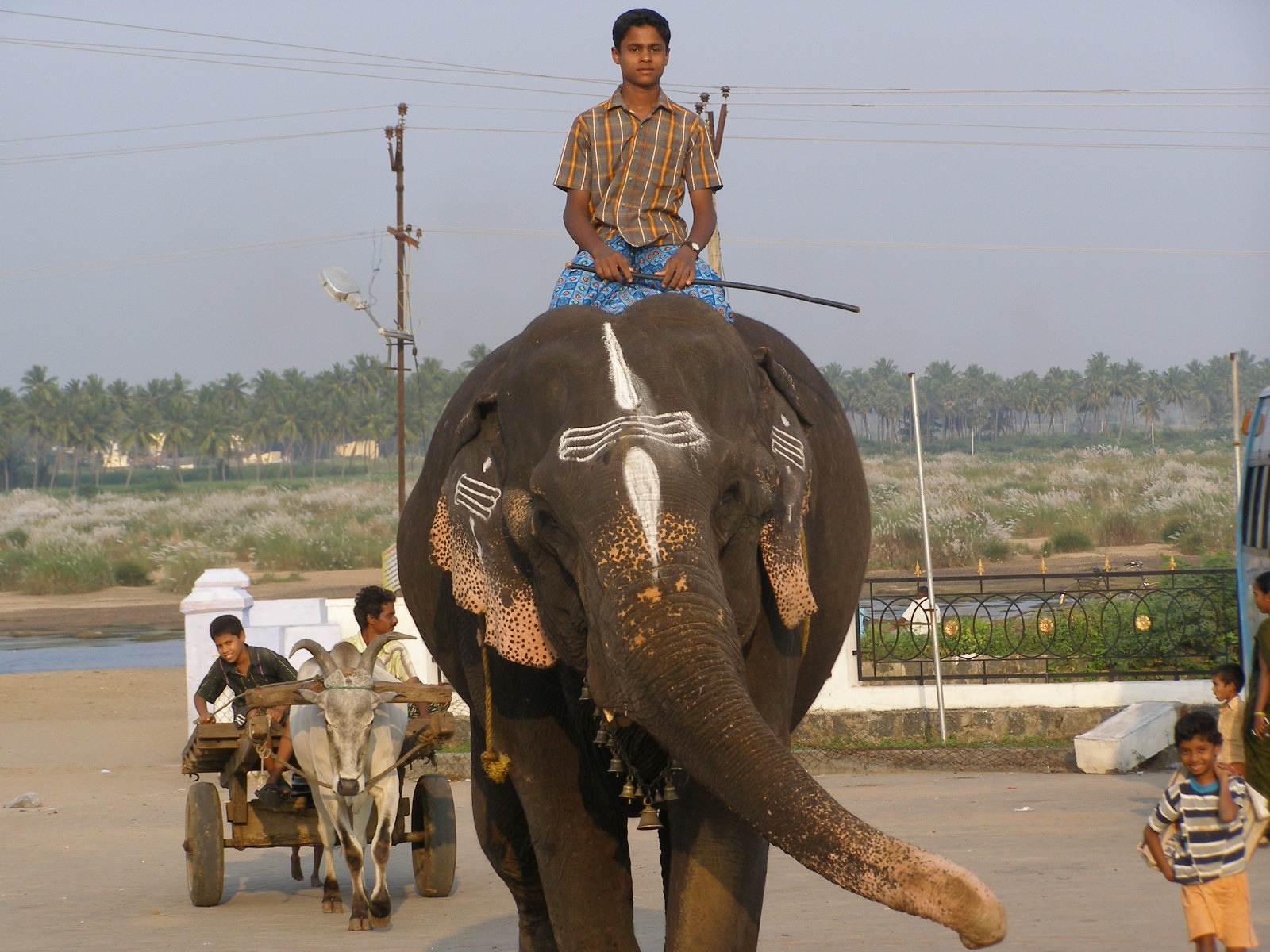
Mahout mit Tempelelefant im Distrikt Erode

Bei der indischen Volkszählung 2011 hatte der Distrikt Erode 2.251.744 Einwohner. Die Bevölkerungsdichte lag mit 391 Einwohnern pro Quadratkilometer unter dem Durchschnitt des Bundesstaates (555 Einwohner pro Quadratkilometer). 51 Prozent der Einwohner des Distrikts Erode lebten in Städten. Der Urbanisierungsgrad entsprach damit dem Mittelwert Tamil Nadus (48 Prozent). Die Alphabetisierungsquote lag mit 73 Prozent deutlich unter dem Durchschnitt Tamil Nadus (80 Prozent).
Die große Mehrheit der Einwohner des Distrikts Erode sind Hindus. Nach der Volkszählung 2011 waren 93,9 Prozent der Einwohner des Distrikts Erode Hindus. Muslime (3,4 Prozent) und Christen (2,5 Prozent) stellten nur kleine Minderheiten.
Die Hauptsprache im Distrikt Erode ist wie in ganz Tamil Nadu das Tamil. Nach der Volkszählung 2001 wurde es von 82,6 Prozent der Einwohner des Distrikts als Muttersprache gesprochen. Daneben gab es eine größere Minderheit von Sprechern des Telugu (10,7 Prozent). Kannada, die Sprache des Nachbarbundesstaates Karnataka, wurde von 5,2 Prozent der Distriktbevölkerung gesprochen.
Nach der Volkszählung 2011 waren 16,4 Prozent der Einwohner des Distrikts Angehörige registrierter niederer Kasten (Scheduled Castes) und 1,0 Prozent Angehörige der indigenen Stammesbevölkerung (Scheduled Tribes).

## Verwaltungsgliederung
Der Distrikt Erode war 2011 in fünf Taluks gegliedert: Bhavani, Erode, Gobichettipalayam, Perundurai und Sathyamangalam. Es gab eine Municipal Corporation (Erode) und acht Municipalities: Bhavani, Gobichettipalayam, Kasipalayam, Periyasemur, Punjaipuliampatti, Sathyamangalam, Surampatti und Veerappanchatram. Außerdem gab es 287 bewohnte Dörfer.